# Svarttjärnen (Envikens socken, Dalarna)
Svarttjärnen är en sjö i Falu kommun i Dalarna och ingår i Gavleåns huvudavrinningsområde.